# Bitwa pod Laskami i Anielinem
Bitwa pod Laskami i Anielinem – bitwa I Brygady Legionów Polskich pod dowództwem Józefa Piłsudskiego stoczona w dniach 22–26 października 1914 roku pod Anielinem i Laskami koło Pionek, na przedpolach Twierdzy Dęblińskiej w ramach operacji iwangorodzkiej.

## Tło
Na początku I wojny światowej Rosjanie przygotowując się do obrony na linii Wisły rozbudowali umocnioną obronę na przedpolach Twierdzy Dęblin.

## Bitwa
Bitwa zaczęła się w nocy 21/22 października 1914 r., kiedy 3 kompania III batalionu kpt. E. Rydza-Śmigłego, wysłana na zwiad w okolice Twierdzy Iwangorodzkiej przeprowadziła rozpoznanie pod Garbatką przemieszczenia znacznych sił rosyjskich. 22 października dowództwo austriackiego korpusu wydało 1 pułkowi Legionów rozkaz opanowania przepraw na rzece Zagożdżonce i obsadzenia wzgórz na jej wschodnim brzegu. Pułk miał stworzyć warunki do forsowania przez 46 Dywizję austriacką gen. Brandera rzeczki bronionej przez Rosjan. Zadanie to miały wykonać dwa bataliony: V pod dowództwem kpt. M. Karaszewicza-Tokarzewskiego, oraz VI batalion. Rankiem bataliony zajęły wzgórza pod Trupieniem i Kamykiem. Za nimi podążyła pozostała część 1 pp. Około 9:30 podciągnęły siły 46 Dywizji Obrony Terytorialnej, które natarły na Laski w kierunku Bogucina i Krasnej Dąbrowy. Po tym 1 pp otrzymał zadanie przesuwania się za austriackim 13 pp, na prawym skrzydle. Opóźnienie działań austriackiej 5 Dywizji Piechoty spowodowało skierowanie w lukę na prawym skrzydle batalionu Rydza-Śmigłego. Po południu w lasach pod Anielinem stoczona została bitwa z trzema batalionami rosyjskiego 10 pułku strzelców. 23 października pod ogniem rosyjskiej ciężkiej artylerii do walki wszedł I batalion kpt. Michała Żymierskiego, który zdobył rosyjskie okopy na północnym wschodzie wsi Laski. Batalion w ataku poniósł ciężkie straty. Zginął dowódca batalionu i kilku oficerów. W nocy 23/24 października do ataku idą kolejne bataliony, jednak inicjatywę przejmują Rosjanie. Załamuje się natarcie austriackie. Oddziały austriackie wycofują się, a Rosjanie palą okoliczne wsie. Bataliony polskie nie opuszczają zdobytych pozycji. Dopiero w nocy 26/27 października Polacy, chcąc uniknąć oskrzydlenia, wycofują się z niedopalonej wsi Laski. Szczegółowy opis boju legionistów został zawarty we wspomnieniach gen. Tadeusza Rozwadowskiego wówczas dowódcy artylerii austriackiej

## Upamiętnienie

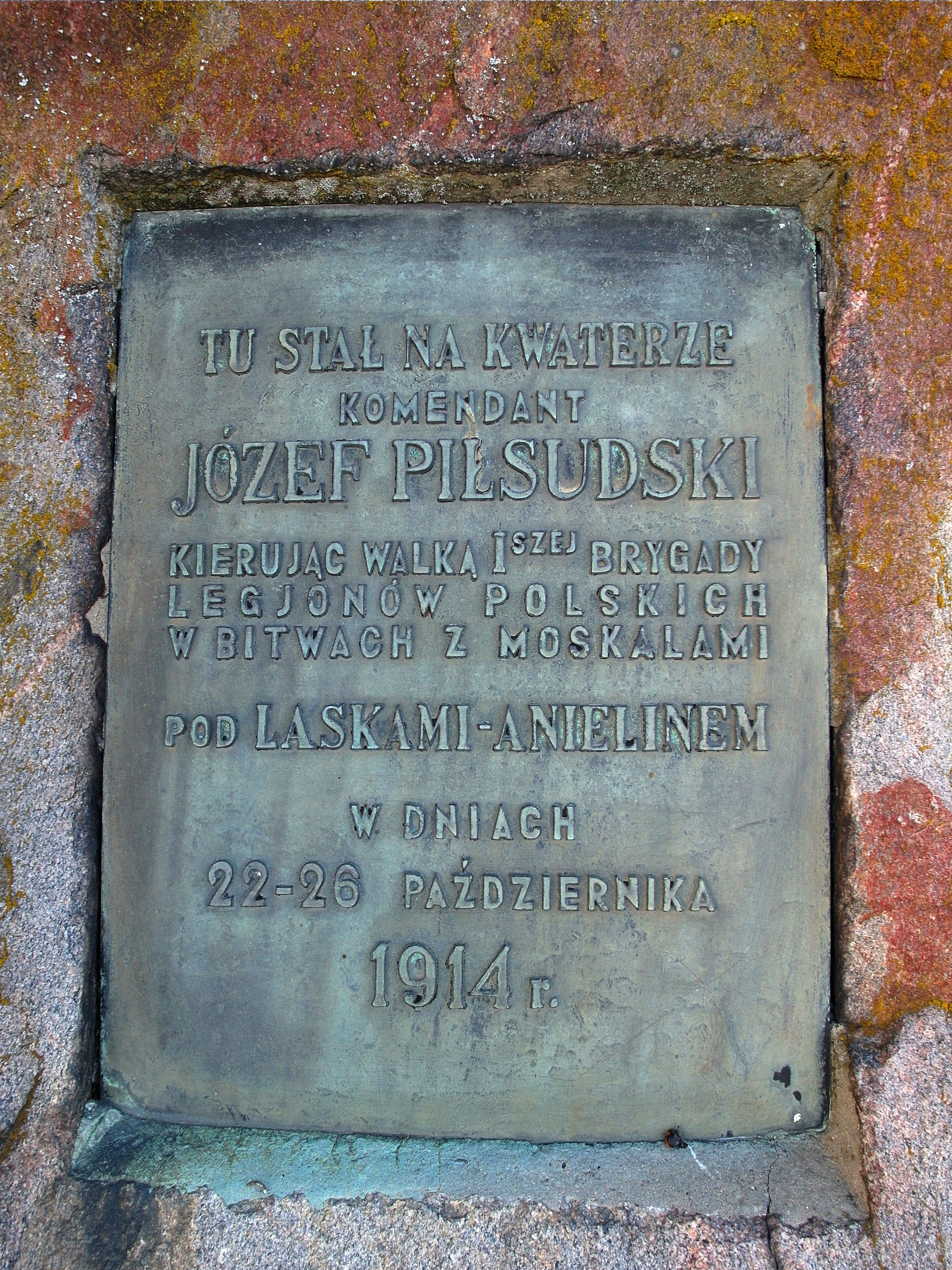
Tablica w Laskach upamiętniająca dowodzenie Piłsudskiego w bitwie pod Laskami-Anielinem w 1914 roku

Na stacji kolejowej PKP Żytkowice w 1933 został wzniesiony pomnik-mauzoleum z granitu wołyńskiego. Jednocześnie w jedno miejsce przeniesiono szczątki żołnierzy Legionistów, pogrzebanych w rozrzuconych po okolicy mogiłach, głównie ze zbiorowej mogiły w Brzustowie. Inicjatorem pomnika była Państwowa Wytwórnia Prochu w Pionkach. Pomnik stanowi cokół z czterema tablicami i krzyżem. Na tablicy głównej wyryty jest napis „Tu śpią snem wiecznym żołnierze I-szej Brygady Legionów. polegli w walce o niepodległość Polski pod Anielinem i Laskami. 22 X – 26 X 1914 roku. Obywatele wolnej Rzeczypospolitej. 1933”. na pozostałych trzech tablicach zostały wyryte nazwiska i pseudonimy poległych legionistów (I i V bataliony, następnie III batalion i 100 NN, i następnie III batalion).
Pomnik oparł się zawieruchom socjalizmu i pozostał w swej pierwotnej formie. W latach osiemdziesiątych XX wieku odbywały się pod pomnikiem nieoficjalne obchody świąt 3 maja i 11 listopada. W latach dziewięćdziesiątych XX wieku odtworzono na nim orły legionowe.
Walki pod Laskami i Anielinem zostały upamiętnione na Grobie Nieznanego Żołnierza w Warszawie, napisem na jednej z tablic brzmiącym „LASKI ANIELIN 21–24 X 1914” (w okresie II RP oraz po 1990 r.).